# Борегар (Эн)
Борега́р (фр. Beauregard) — коммуна во Франции, находится в регионе Рона — Альпы. Департамент — Эн. Входит в состав кантона Треву. Округ коммуны — Бурк-ан-Брес.
Код INSEE коммуны — 01030.

## География
Коммуна расположена приблизительно в 370 км к юго-востоку от Парижа, в 28 км севернее Лиона, в 45 км к юго-западу от Бурк-ан-Бреса.
На западе коммуны протекает река Сона.

## Климат
Климат полуконтинентальный с холодной зимой и тёплым летом. Дожди бывают нечасто, в основном летом.

## Население
Население коммуны на 2010 год составляло 870 человек.
| 1962 | 1968 | 1975 | 1982 | 1990 | 1999 | 2010 |
| ---- | ---- | ---- | ---- | ---- | ---- | ---- |
| 514  | 584  | 531  | 666  | 868  | 816  | 870  |

## Администрация
| Период | Период | Фамилия         | Партия | Примечания |
| ------ | ------ | --------------- | ------ | ---------- |
| 1995   | 2001   | Андре Девиль    |        |            |
| 2001   | 2014   | Мариз Декот     |        |            |
| 2014   | 2020   | Даниель Домпуан |        |            |

## Экономика
В 2010 году среди 580 человек трудоспособного возраста (15—64 лет) 428 были экономически активными, 152 — неактивными (показатель активности — 73,8 %, в 1999 году было 69,6 %). Из 428 активных жителей работали 378 человек (195 мужчин и 183 женщины), безработных было 50 (14 мужчин и 36 женщин). Среди 152 неактивных 48 человек были учениками или студентами, 44 — пенсионерами, 60 были неактивными по другим причинам.

## Достопримечательности
- Церковь Св. Франциска Ассизского (1855 год). Исторический памятник с 1996 года[4]
- Замок Борегар (1290 год, перестроен в XIX веке)

## Фотогалерея
- Церковь Св. Франциска Ассизского
- Замок Борегар
- Мэрия
- Школа
- Зал
- Мост через реку Сона